# Lophornis stictolophus
La coqueta coronada (en Venezuela, Perú y Colombia) o coqueta lentejuelada (en Ecuador) (Lophornis stictolophus) es una especie de ave apodiforme de la familia Trochilidae (los colibríes), perteneciente al género Lophornis. Es nativa del norte y noroeste de América del Sur. 

## Distribución y hábitat
Se distribuye de forma disjunta por el norte de Venezuela (en el oeste de la cordillera de la Costa y localmente en los Andes del noroeste), en la Serranía del Perijá y  hacia el sur a través del este de Colombia, este de Ecuador, hasta el norte de Perú (valle del río Marañón).
Esta especie es considerada rara en sus hábitats naturales: los bordes y claros de selvas húmedas y ambientes abiertos más secos con arbustos, por debajo de los 1300 m de altitud. Generalmente es encontrada por debajo de la zona de Lophornis delattrei, a quien puede reemplazar ecológicamente.

## Descripción
La coqueta coronada mide 6,9 cm de longitud. Presenta dimorfismo sexual. El macho tiene una cresta grande, amplia, roma y espesa de color rufo anaranjado con las puntas negruzcas. Su plumaje es de color verde bronceado, con la garganta verde iridiscente con un  pequeño mechón blanco debajo; y la cola rufa. La hembra carece de cresta y tiene corona color canela; la garganta blancuzca con muchos puntos rufos y algunos negros; el vientre es color canela.

## Sistemática

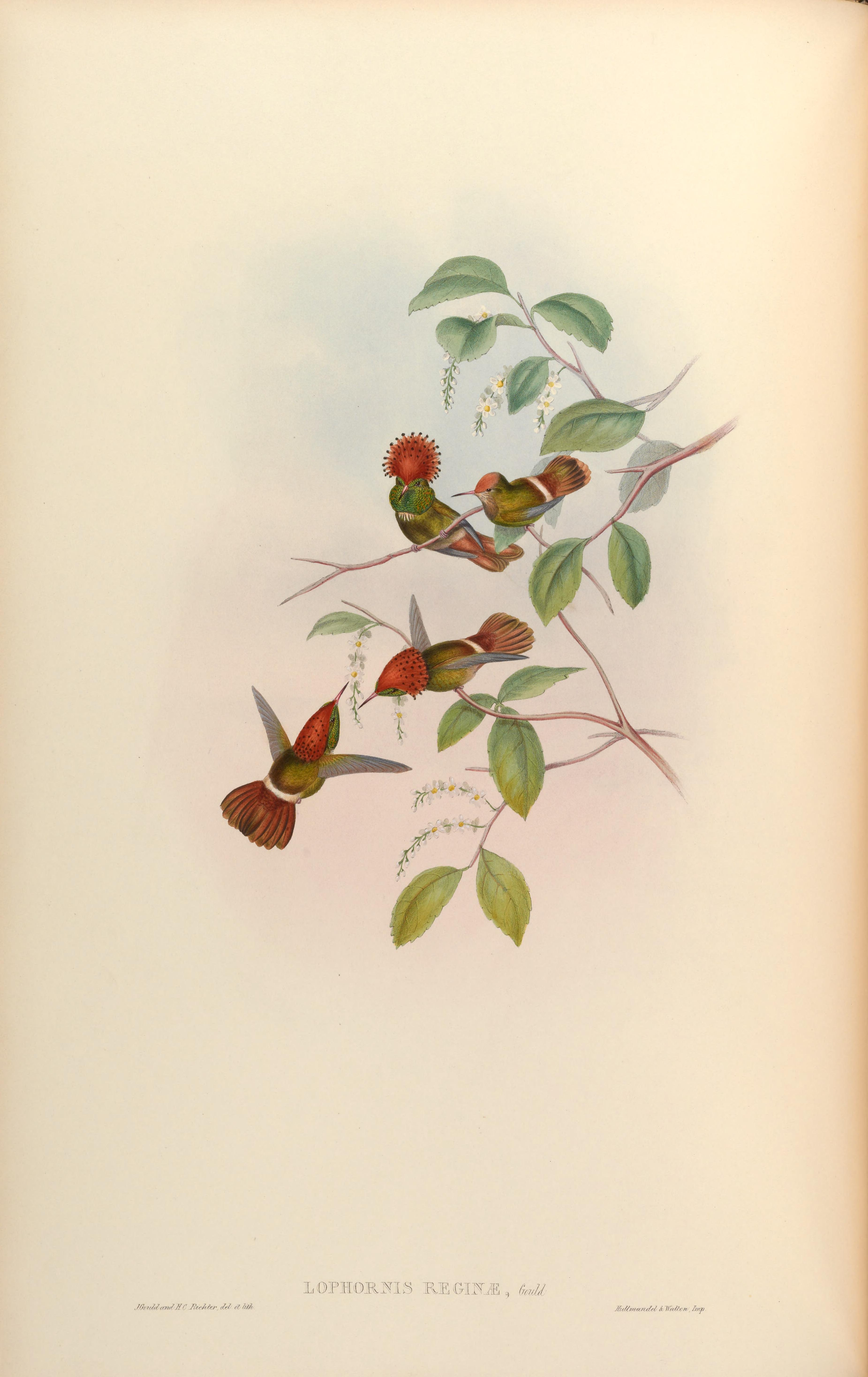
Lophornis reginae, sinónimo de Lophornis stictolophus, ilustración de Gould y Richter en A monograph of the Trochilidae, or family of humming-birds 3, 1861.

### Descripción original
La especie L. stictolophus fue descrita por primera vez por los ornitólogos británico Osbert Salvin y estadounidense Daniel Giraud Elliot en 1873 bajo el mismo nombre científico; su localidad tipo es «Antioquia, Colombia».

### Etimología
El nombre genérico masculino «Lophornis» se compone de las palabras del griego «lophos» que significa ‘cresta, tufo’, y «ornis» que significa ‘pájaro’; y el nombre de la especie «stictolophus», se compone de las palabras del griego «stiktos» que significa ‘moteado’, y «lophos» que significa ‘cresta’.

### Taxonomía
Posiblemente sea pariente próxima de Lophornis brachylophus y L. delattrei. La forma descrita Lophornis insignibarbis Simon, 1890, descrita a partir de un único espécimen del comercio de pieles de Bogotá y a veces colocada en un género monotípico Lithiophanes, podría ser un híbrido entre la presente especie y Lophornis verreauxii, pero no está claramente comprobado. Es monotípica.